# Ніколь Гонтьє
Ніколь Гонтьє (фр. Nicole Gontier, 17 листопада 1991) — італійська біатлоністка, медалістка чемпіонату світу.
Ніколь у складі збірної Італії з біатлону з 2007 року. На юніорському рівні вона здобула срібну медаль чемпіонату світу й бронзову медаль чемпіонату Європи. На дорослому рівні вона разом із подругами зі збірної виборола бронзову медаль чемпіонату світу з біатлону 2013, що проходив у Новому Месті-на-Мораві, в естафетній гонці.

## Статистика кубка світу
У таблиці наведено статистику виступів біатлоніста в Кубку світу.
- Місця 1–3: кількість подіумів
- Чільна 10: кількість фінішів у першій десятці
- В очках: кількість виступів, на яких біатлоніст здобував очки
- Старти: кількість стартів

| Місця                     | Індивід. | Спринт | Персьют | Мас-старт | Естафета | Разом |
| ------------------------- | -------- | ------ | ------- | --------- | -------- | ----- |
| 1                         |          |        |         |           |          |       |
| 2                         |          |        |         |           |          |       |
| 3                         |          |        |         |           | 1        | 1     |
| Чільна 10                 |          |        |         |           | 4        | 4     |
| В очках                   |          | 3      | 2       |           | 5        | 10    |
| Стартів                   | 2        | 8      | 6       |           | 5        | 21    |
| Станом на: 16 лютого 2013 |          |        |         |           |          |       |